# イブニングネットワーク (山陽放送)
『イブニングネットワーク』は、2008年3月31日まで山陽放送運営のRSKラジオで放送されたラジオ番組。
週5日間の帯で放送されていた平日夕方の報道番組。RSKラジオでは2000年代初頭まで『ラジばたワイド』の名を冠した番組が複数放送されており、本番組も当初は『ラジばたワイド イブニングネットワーク』と題して放送されていたが、『ラジばたワイド』の名は後に消失した。

## 放送時間
いずれも日本標準時。
- 月曜 - 金曜 16:00 - 18:30 [1]
- 月曜 - 金曜 16:00 - 16:50 [2]

## 歴代キャスター
- 近藤季樹（月曜[1]）
- 篠田和之（火曜[1]）
- 横須賀伸一（水曜[1]）
- 榎崎朱子（木曜[1]）
- 松島信之（金曜[1] → 月曜 - 木曜[3] → 月曜 - 金曜[4] → 月曜・火曜・水曜[5]）
- 竹中聡美（金曜[1]）
- 大橋里美[2]
- 島田博（金曜[3]）
- 中尾俊直（金曜[6] → 木曜・金曜[7]）
- 西田多江（木曜・金曜[5]）

## コーナー
イブニングフラッシュ
岡山トヨペット、トヨタカローラ岡山、ネッツトヨタ岡山の提供で放送。
- 聞き得タイム - コメンテーターが話題や問題を取り上げる。
- 編集長の一押し記事 - 毎週『サンデー毎日』などの編集部が最新号の記事を紹介する。

山陽新聞ニューズフォーカス
このコーナーでは、山陽新聞各支社・支局の記者たちが様々な情報を伝えていた。